# Bronisław Bednarz
Bronisław Jan Bednarz (ur. 29 sierpnia 1924, zm. 19 maja 2016) – oficer polityczny, generał brygady ludowego Wojska Polskiego, doktor nauk humanistycznych.

## Życiorys
Urodził się we Lwowie w rodzinie Jana i Franciszki z Zakrzewskich. Do wybuchu wojny kształcił się w VII Gimnazjum im. Tadeusza Kościuszki we Lwowie. W latach 1941–1944 pracował w Zakładzie Narodowym im. Ossolińskich. W 1944 ukończył liceum humanistyczne na tajnych kompletach, zdał maturę i rozpoczął studia prawnicze na tajnym Uniwersytecie Jana Kazimierza.
W sierpniu 1944 wstąpił do ludowego Wojska Polskiego (Polskie Siły Zbrojne w ZSRR (1943–1944)), gdzie początkowo był szeregowym w 6 pułku piechoty. Po ukończeniu dywizyjnego kursu chorążych promowany na stopień chorążego w korpusie oficerów polityczno-wychowawczych. Jako oficer polityczno-wychowawczy przeszedł szlak bojowy 2 Dywizji Piechoty im. J. H. Dąbrowskiego. Brał udział w walkach o Warszawę, Wał Pomorski, w forsowaniu Odry i walkach wokół Berlina.
Po wojnie zajmował wysokie stanowiska służbowe w aparacie politycznym wojska. W okresie stalinizmu był: zastępcą szefa Wydziału Polityczno-Wychowawczego 2 Dywizji Piechoty, zastępcą szefa i szefem Wydziału Organizacyjnego, a następnie szefem Wydziału Pracy z Oficerami Zarządu Polityczno-Wychowawczego Wojsk Lotniczych (1946–1948), szefem Wydziału, a następnie Oddziału Młodzieżowego w Głównym Zarządzie Polityczno-Wychowawczym WP i w Głównym Zarządzie Politycznym WP (1948–1953). Od 1948 był członkiem Rady Naczelnej Związku Młodzieży Polskiej. W latach 1953–1954 był zastępcą dowódcy – szefem Zarządu Politycznego Krakowskiego Okręgu Wojskowego, a w latach 1953–1956 zastępcą komendanta ds. politycznych – szefem Wydziału Politycznego Wojskowej Akademii Technicznej.
W latach 1946–1949 studiował na Wydziale Dyplomatyczno-Konsularnym Akademii Nauk Politycznych w Warszawie. Był również absolwentem Szkoły Partyjnej przy Komitecie Centralnym PZPR (1956), Wojskowej Akademii Politycznej im. Feliksa Dzierżyńskiego (eksternistycznie – 1956) oraz Akademii Sztabu Generalnego WP (1961).
W listopadzie 1956 objął funkcję zastępcy szefa Głównego Zarządu Politycznego WP. 3 lipca 1958 na podstawie uchwały Rady Państwa PRL został awansowany na stopień generała brygady. W styczniu 1964 powierzono mu funkcję szefa Wojskowego Instytutu Historycznego – przewodniczącego Komisji Koordynacyjnej Nauk Wojskowo-Historycznych. W 1967 uzyskał stopień doktora nauk humanistycznych w Wojskowej Akademii Politycznej. Autor wielu publikacji, prac i artykułów o tematyce historycznej i historyczno-wojskowej. W 1968, w okresie czystek politycznych w SZ PRL, oskarżony o rewizjonizm i liberalizm, został zwolniony z zawodowej służby wojskowej, wydalony z PZPR oraz przeniesiony do rezerwy z dniem 18 października 1968.
W okresie służby w ludowym Wojsku Polskim był członkiem Związku Walki Młodych, PPR, PZPR, Rady Naczelnej Związku Młodzieży Polskiej i Zarządu Głównego Związku Młodzieży Socjalistycznej. W latach 1960–1962 był prezesem Zarządu Głównego Polskiego Towarzystwo Turystyczno-Krajoznawczego. Był także członkiem Prezydium Rady Ochrony Pomników Walki i Męczeństwa, członkiem Głównej Komisji Badania Zbrodni Hitlerowskich w Polsce, członkiem Głównego Komitetu Kultury Fizycznej i Turystyki oraz członkiem Rady Naukowej Instytutu Historii PAN.
W latach 1975–1980 nauczyciel akademicki w Wyższej Szkole Wychowania Fizycznego w Katowicach.
Pochowany na Cmentarzu Wojskowym na Powązkach w Warszawie (kwatera E-1-15).
Mieszkał w Warszawie. Żonaty z Bożeną Bednarz z domu Czerny (1928-2001). Jego synem jest doktor habilitowany nauk medycznych Bronisław Bednarz, zastępca redaktora naczelnego miesięcznika Kardiologia Polska.

## Odznaczenia
- Order Sztandaru Pracy II klasy
- Krzyż Komandorski Orderu Odrodzenia Polski
- Krzyż Oficerski Orderu Odrodzenia Polski
- Order Krzyża Grunwaldu III klasy
- Krzyż Walecznych
- Srebrny Krzyż Zasługi
- Srebrny Medal „Zasłużonym na Polu Chwały”
- Medal „Za udział w walkach o Berlin” (1967)
- Medal 10-lecia Polski Ludowej
- Brązowy Medal „Za zasługi dla obronności kraju” (1966)[6]
- Odznaka „Zasłużony Działacz Kultury”
- Odznaka „Zasłużony Działacz Turystyki”
- Złote odznaczenie im. Janka Krasickiego (1958)[7]
- Złota odznaka honorowa „Za Zasługi dla Warszawy” (1960)[8]
- Odznaka honorowa „Zasłużony dla Warmii i Mazur” (1960)[9]
- Krzyż Komandorski z Gwiazdą Orderu Białej Róży (Finlandia)